# Drei Sekunden Himmel
Drei Sekunden Himmel ist der 2002 erschienene erste Roman des litauischen Schriftstellers Sigitas Parulskis. Der Originaltitel lautet 'Trys sekundės dangaus'. Der Roman wurde in acht Sprachen übersetzt.

## Handlung
Der Roman beruht auf der Erfahrung des Autors, der zu den Fallschirmjägern der sowjetischen Armee eingezogen wurde. Er erzählt von den dort herrschenden skrupellosen Sitten, über ausgefallene Begegnungen und die Orientierungslosigkeit nach der erreichten Unabhängigkeit Litauens. Er zeichnet sich durch einen originellen Erzählstil aus.
Der 40-jährige Robertas, Ich-Erzähler, befindet sich in den Dünen der Kurischen Nehrung und reflektiert sein bisheriges Leben, ebenso seine Träume. Neben seinem abgebrochenen Studium, der unglücklichen Liebe zu Maria, die als sehr rational beschrieben wird und Kirchen Robertas vorzieht, beschäftigt ihn der Militärdienst, der zwei Jahre andauerte.
Aus der Zeit seiner Stationierung mit einer sowjetischen Eliteeinheit auf einem Truppenübungsgelände bei Cottbus in der DDR blieben ihm viele Eindrücke erhalten, allen voran die Angst vor dem Fallschirmsprung, die drei Sekunden absolute Stille, bevor er die Reißleine ziehen konnte, die nicht einmal von Todesangst beeinträchtigt wurde. Hier, in der Lieberoser Heide, wo sich nach den nationalsozialistischen stalinistische Lager befanden, ließen sich sowjetische Soldaten von den Vorgesetzten brutal demütigen und hatten Angst vor dem Tod, der einen durch einen Absturz aus der Luft ebenso ereilen konnte wie durch privaten Streit mit skrupellosen Kameraden.
Drei Sekunden Himmel ist ein sehr hartes Buch über die Strapaze während der Ausbildung zur Spitzeneinheit der Armee, über die Unmöglichkeit zu lieben, über das Gefühl, vor Kraft kaum laufen, aber auch durch Alkohol kaum mehr stehen zu können. Bekömmlich wird dieses düstere Panorama durch eine gut dosierte Portion Humor, durch Ironie und Sarkasmus.

## Auszeichnungen
- 2004 Preis des litauischen Schriftstellerverbandes für das beste Buch des Jahres[1]
- 2004 Nationalpreis der Republik Litauen